# Live at Luna Park
Live at Luna Park is een livealbum/video van de progressieve-metal-band Dream Theater. Het is een registratie van twee optredens tijdens de tournee A Dramatic Turn of Events in het kader van het gelijknamige album.

## Geschiedenis
De tournee begon op 4 juli 2011 in Rome en eindigde op 1 september 2012 in Brasilia in Brazilië. Het verscheen op dubbel-dvd, blu-ray en Digital Video. Van de dvd- en blu-rayuitvoering verscheen ook een versie met drie audio-cd's. Ook verscheen er een luxe boxuitvoering met een fotoboek, blu-ray, dubbel-dvd en drie cd's. Het album is ook te vinden op iTunes. Er werd een app uitgebracht voor iOS en Android waarbij het concert interactief te bekijken is (keuze uit 6 camerastandpunten, roteren en in/uitzoomen).
Het album werd in augustus 2012 opgenomen gedurende twee avonden in het Luna Park Stadion in Buenos Aires. Het is het eerste livealbum van Dream Theater met drummer Mike Mangini.

## Nummers

### Dvd

#### Schijf 1
1. Introduction/Bridges in the sky
2. 6:00
3. The dark eternal night
4. This is the life
5. The root of all evil
6. Lost not forgotten
7. Drum solo
8. A fortune in lies
9. The silent man (akoestisch)
10. Beneath the surface
11. Outcry
12. Piano solo
13. Surrounded
14. On the backs of angels
15. War inside my head
16. The test that stumped them all
17. Guitar solo
18. The spirit carries on
19. Breaking all illusions
20. Metropolis Pt. 1: The Miracle and the Sleeper
21. End credits

#### Schijf 2

##### Nummers
1. These walls
2. Build me up, break me down
3. Caught in a web
4. Wait for sleep  (akoestisch)
5. Far from heaven (akoestisch)
6. Pull me under

##### Documentaire
1. Intro
2. Dinner in Buenos Aires
3. Soundcheck
4. Preshow rituals
5. The show goes on

##### Bonus
1. Trailer
2. Behind the scenes
3. Cartoon intro

### Cd

#### Schijf 1
1. 6:00
2. The dark eternal night
3. This is the life
4. The root of all evil
5. Lost not forgotten
6. Drum solo
7. A fortune in lies
8. The silent man (akoestisch)
9. Beneath the surface

#### Schijf 2
1. Outcry
2. Piano solo
3. Surrounded
4. On the backs of angels
5. War inside my head
6. The test that stumped them all
7. Guitar solo
8. The spirit carries on
9. Breaking all illusions
10. Metropolis Pt. 1: The Miracle and the Sleeper

#### Schijf 3
1. These walls
2. Build me up, break me down
3. Caught in a web
4. Wait for sleep  (akoestisch)
5. Far from heaven (akoestisch)
6. Pull me under

### Bandleden
- James LaBrie – zang
- Mike Mangini – drums
- John Myung – basgitaar
- John Petrucci – gitaar
- Jordan Rudess – keyboard, lapsteelgitaar en continuüm

#### Strijkorkest
- Oleg Pishenin – eerste viool
- Serdar Geldymuradov – tweede viool
- Joëlle Perdaens – viola
- Néstor Tedesco – violincello